# Microregiunea Pacsa
Microregiunea Pacsa (în maghiară Pacsai kistérség) a fost o microregiune statistică (kistérség) din județul Zala, Ungaria.
Cu o populație de 10.230 locuitori și o suprafață de 278,84 km2, aceasta a existat până în 2014, când în Ungaria, microregiunile ”kistérségek” au fost înlocuite de districte (járások).